# 中尾明 (ボクサー)
中尾 明（なかお あきら、男性、1909年10月14日 - 没年不明）は、日本の元アマチュアボクシング選手。ロサンゼルスオリンピックバンタム級日本代表。法政大学卒業。
1931年、全日本アマチュア拳闘連盟主催の全日本アマチュア拳闘選手権大会にフェザー級で優勝を収めた。
1932年、ロサンゼルスオリンピックにバンタム級の日本代表として出場したが、1回戦でこの大会の銅メダリストとなるホセ・ルイス・ビジャヌエバ（フィリピン）と対戦し、ポイント負けを喫した。

## 獲得タイトル
- 第6回全日本アマチュア拳闘選手権大会フェザー級優勝（連盟認定）